# Chiesa dei Santi Jacopo e Filippo (Pisa)
La chiesa dei Santi Jacopo e Filippo (o San Jacopo in Orticaia) si trova in via San Michele degli Scalzi a Pisa.

## Storia e descrizione
È documentata come sede canonicale agostiniana dal 1110. La struttura, originariamente ad aula unica coperta a capanna con abside, ha la facciata incompiuta con architrave in marmo romano di reimpiego. Il fianco è decorato in alto da archetti con peducci figurati.
Restaurata nei secoli XVI e XVIII, il suo interno diviso in tre ambienti costituiti dall'atrio, dalla chiesa vera e propria e dalla sagrestia, posta dietro la parete settecentesca dell'altar maggiore. Alle pareti, affreschi successivi al 1754, attribuiti a Mattia Tarocchi (probabilmente autore delle quadrature) e ai fratelli Giuseppe e Francesco Melani, con la Confessione di san Ranieri, l’Ultima Cena, il Martirio dei santi Giacomo il Minore e Filippo, le Tentazioni di sant’Antonio (i temi sono legati alle confraternite che qui si riunivano nel Settecento); sulle porte della sagrestia due ovali: Sant’Antonio Abate e San Ranieri pellegrino con un angelo.
Sull'altare maggiore si trova una tavola con la Madonna col Bambino tra due angeli, frammento di un'opera più grande di scuola pisano-senese della seconda metà del Trecento.

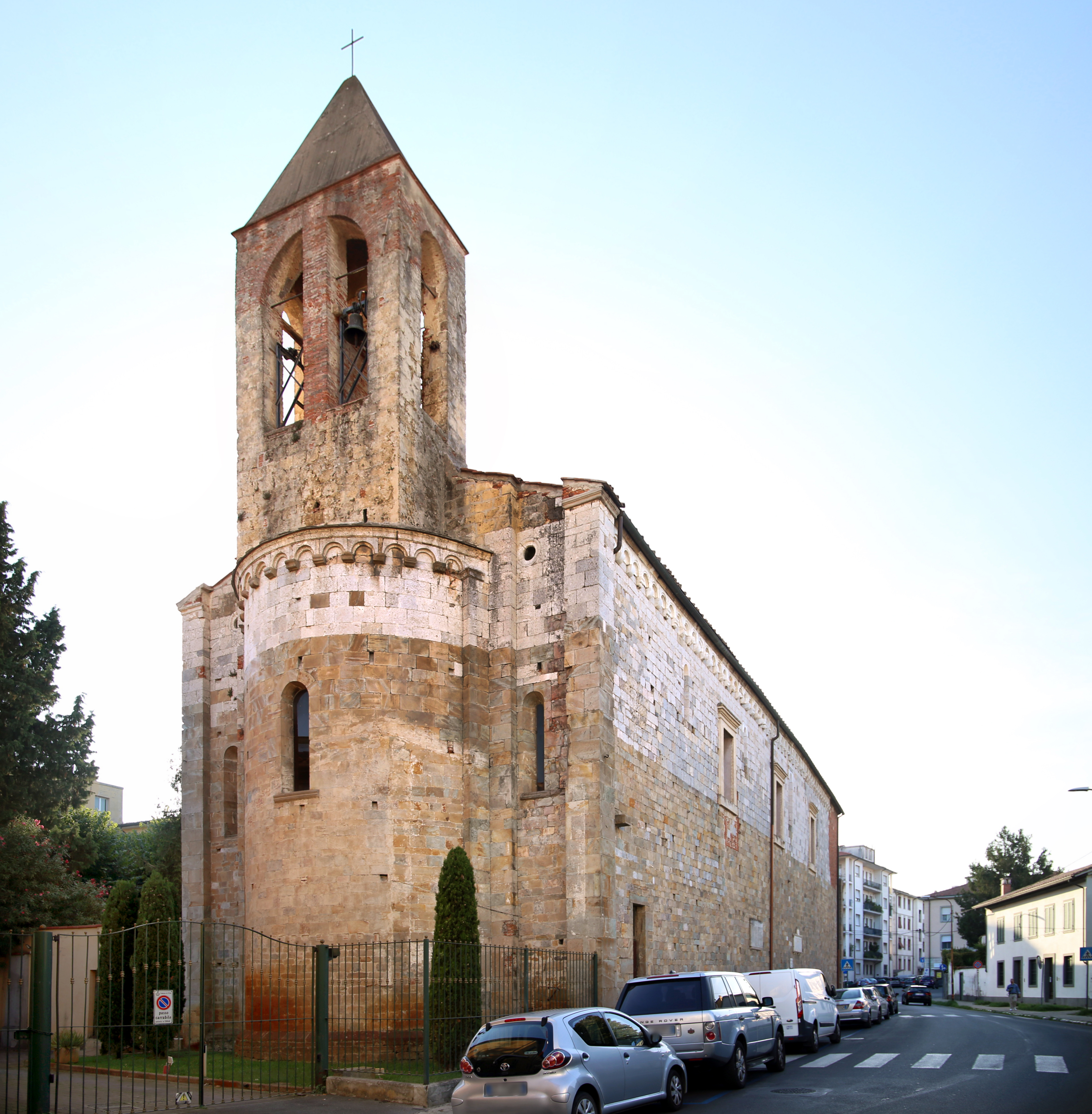
Abside e campane
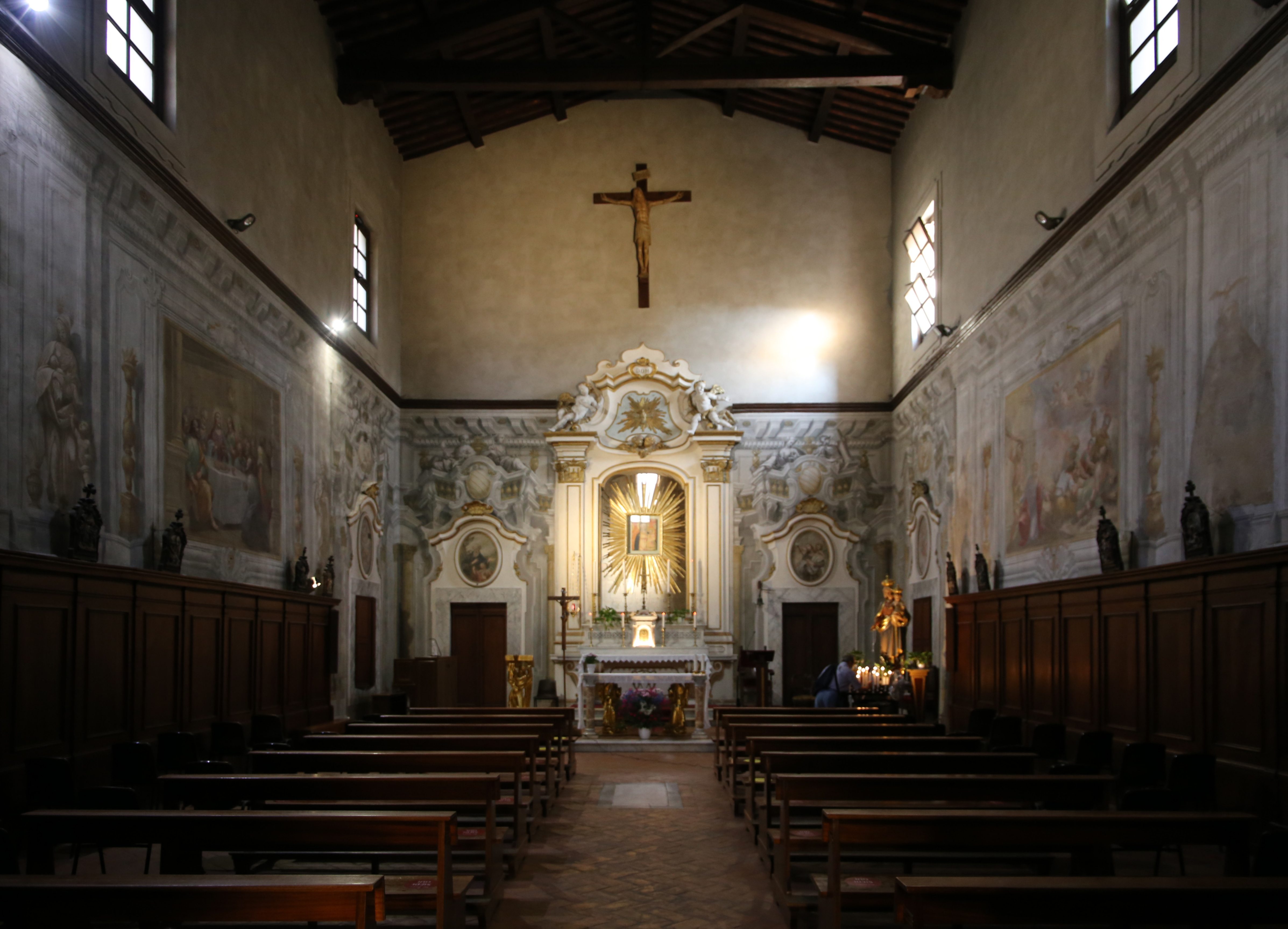
Interno
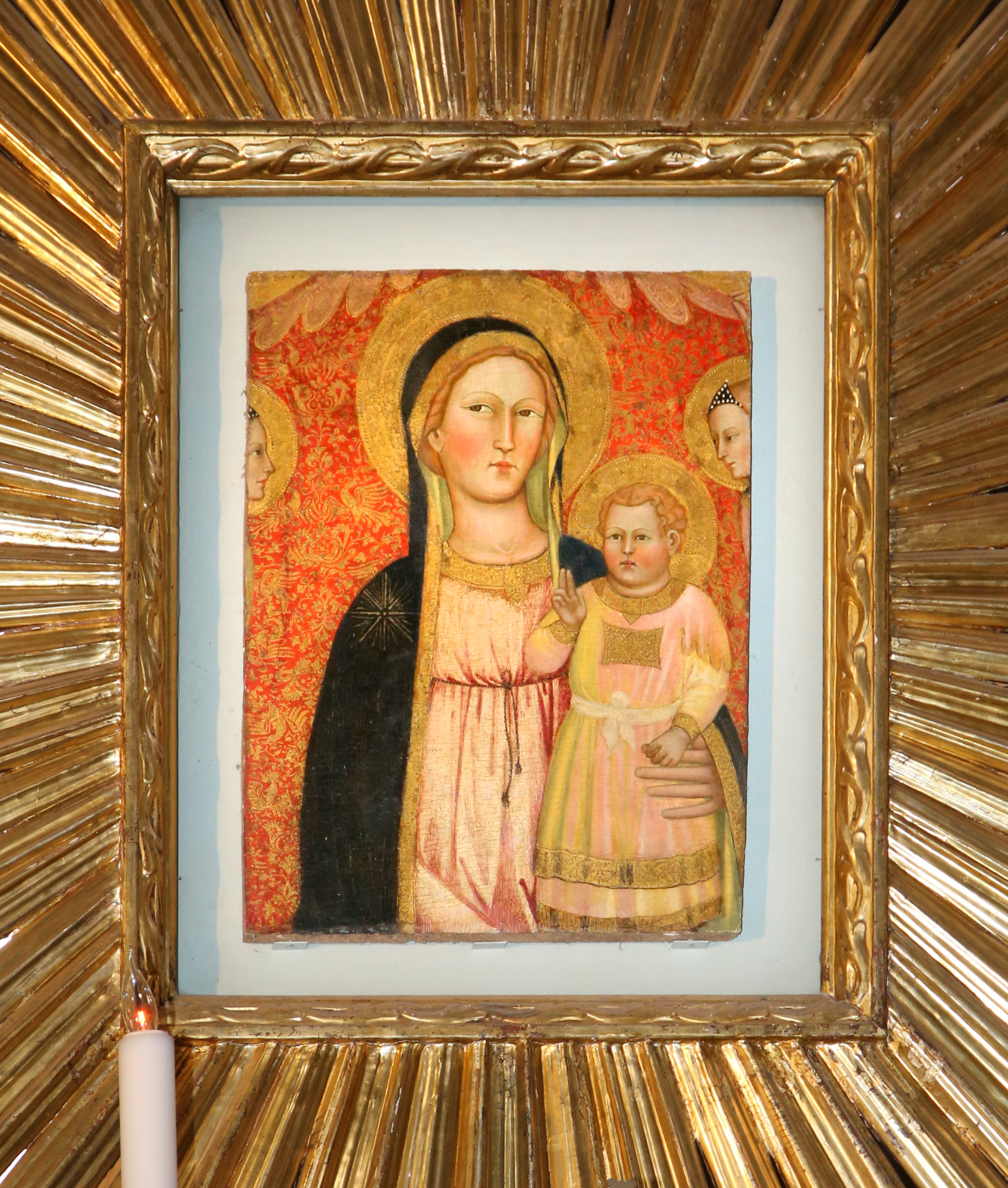
La Madonna sull'altare maggiore
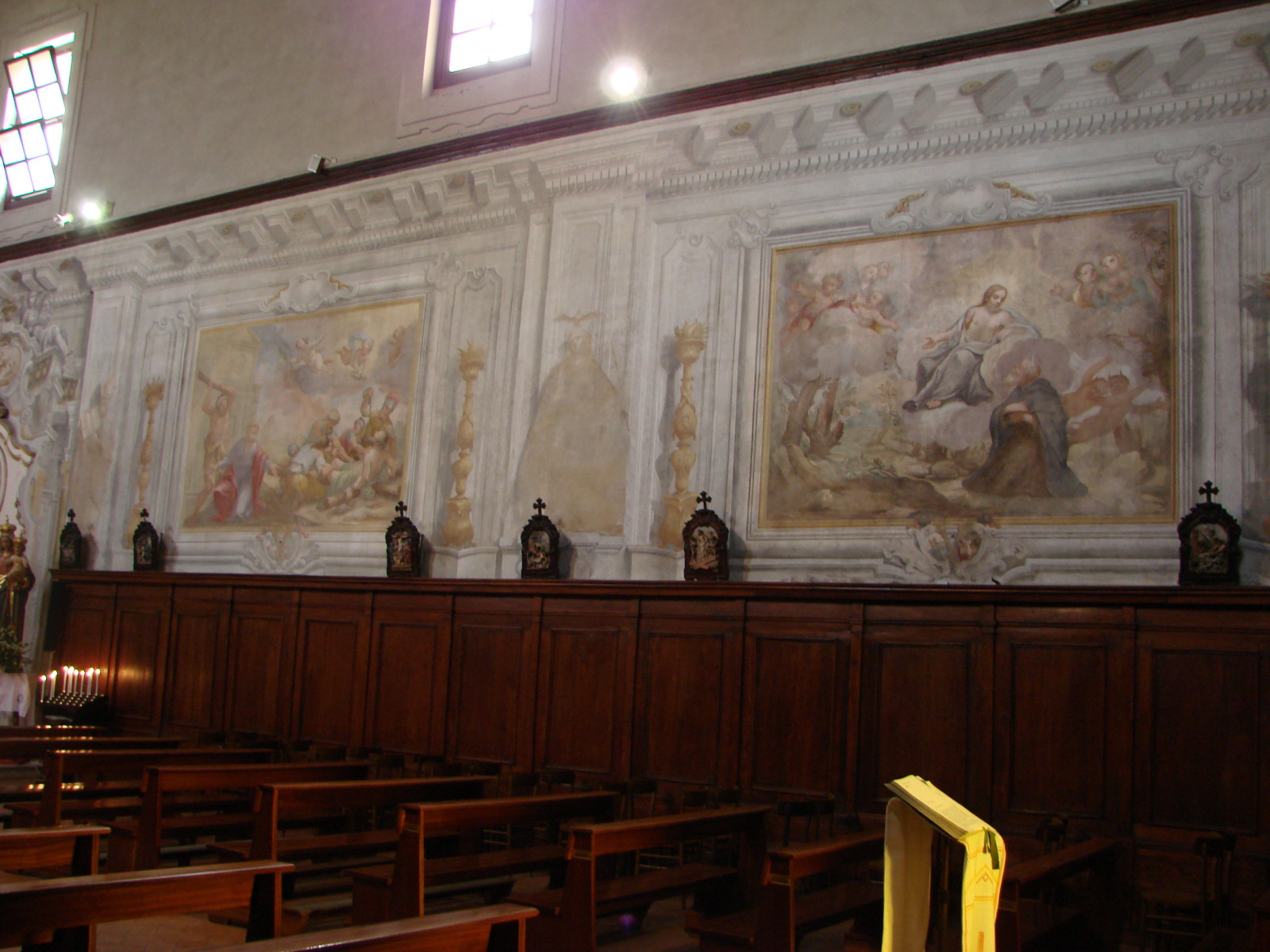
Affreschi della navata